# Acide dur
Un acide dur est un acide de Lewis dont le centre accepteur d'électron est peu polarisable. Un acide dur est donc généralement peu volumineux et très chargé, formé d'atomes très électropositifs et peu polarisables. L'opposé d'un acide dur est un acide mou dont le centre accepteur est au contraire très polarisable. Le critère de dureté d'un acide est utilisé dans le principe Hard and Soft Acid and Base. Le critère de dureté est aussi applicable pour les bases. Ce principe permet de déterminer l'affinité entre des acides et des bases dans des réactions selon leur dureté. En effet un acide dur a plus tendance à réagir avec une base dure qu'avec une base molle.

## Exemples
Les acides durs sont généralement des cations. La perte d'électrons dans un cation diminue la taille du nuage d'électrons ; les cations sont donc des espèces peu volumineuses peu polarisables, ce qui correspond à la définition d'un acide dur.
Cependant la plupart des cations ayant un numéro atomique élevé ne sont pas des acides durs. Leurs nuages d'électrons sont de trop grande taille, ce sont des espèces volumineuses et polarisables malgré leur perte d'électrons. Les acides durs ayant un numéro atomique élevé sont des cations ayant une charge très élevée, c’est-à-dire ayant perdu un nombre important d'électrons : titane Ti4+, zirconium Zr4+, thorium Th4+.
| Acide dur       | Formule |
| --------------- | ------- |
| Aluminium (III) | Al3+    |
| Béryllium       | Be2+    |
| Calcium         | Ca2+    |
| Chrome (III)    | Cr3+    |
| Chrome (VI)     | Cr6+    |
| Cobalt (III)    | Co3+    |
| Étain (II)      | Sn2+    |
| Fer (III)       | Fe3+    |
| Lithium         | Li+     |
| Magnésium       | Mg2+    |
| Manganèse (II)  | Mn2+    |
| Plomb (II)      | Pb2+    |
| Potassium       | K+      |
| Proton          | H+      |
| Silice          | Si4+    |
| Sodium          | Na+     |
| Titane          | Ti4+    |